# Mistrzostwa Oceanii w Zapasach 1988
Mistrzostwa Oceanii w zapasach w 1988, odbywały się w dniu 28 maja w Melbourne w Australii. W tabeli medalowej tryumfowali zapaśnicy z Australii.

## Wyniki

### Styl wolny
| Konkurencja         | Złoto            | Srebro         | Brąz          |
| Kategoria do 52 kg  | Juni Armstrong   | D.Gwatkin      | Marcus Coates |
| Kategoria do 57 kg  | Brent Hollamby   | Paul Kirkby    | ----          |
| Kategoria do 62 kg  | Steve Reinsfield | Musa Ilhan     | Greg Hurley   |
| Kategoria do 68 kg  | Cris Brown       | Wayne Wrathall | S.Bennett     |
| Kategoria do 74 kg  | Philip Fox       | M.Williams     | W.McCrae      |
| Kategoria do 82 kg  | David Rutten     | W.Brown        | S.Kuss        |
| Kategoria do 90 kg  | Michael Shilton  | Reuben Tucker  | G.Simon       |
| Kategoria do 100 kg | Michael Lee      | Gavin Avery    | K.Deininger   |
| Kategoria do 130 kg | Andrew Renney    | Ron Jones      | ----          |

Ross Tanner z Nowej Zelandii w kategorii 48 kg, był jedynym zgłoszonym zawodnikiem w swojej kategorii i nie został uwzględniony w tabeli jako złoty medalista.

## Tabela medalowa
Gospodarz mistrzostw został zaznaczony kolorem.
| Poz. | Państwo       |   |   |   | Łącznie |
| ---- | ------------- | - | - | - | ------- |
| 1    | Australia     | 5 | 5 | 4 | 14      |
| 2    | Nowa Zelandia | 4 | 3 | 3 | 10      |
| 3    | Guam          | 0 | 1 | 0 | 1       |
|      | Łącznie       | 9 | 9 | 7 | 25      |